# Palmarin
Palmarin è una località costiera del Senegal di 10 400 abitanti, situata nel Sine-Saloum, nei pressi di Joal-Fadiouth.

## Storia
La Comunità rurale di Palmarin è stata creata il 9 febbraio 1974.

## Territorio
La Comunità si estende su 77 km², di cui il 12% è suolo sabbioso adatto all'agricoltura, 40% mangrovia che costeggia i canali e 48% radure e piane di maree dove influenza di siccità e disbocamento hanno aumentato l'aciditdà. Confina a Est e a Sud con i bracci di mare del Sine-Saloum, a Ovest con l'Atlantico e a Nord con la Comunità rurale di Fimela. Raggruppa cinque villaggi amministrativi: Sam-Sam, Sessène, Nguethie, Ngounoumane et Diakhanor. È Diakhanor che ospita al suo interno la frazione di Djiffer.
L'ecosistema è fortemente minacciato dall'avanzare del mare, dalla siccità e dalla salinizzazione delle terre. Questi fattori causano la scomparsa di alcune specie animali e vegetali, oltre l'abbassamento della produzione agricola. L'avanzata del mare, la risalita delle falda salata e la perdita progressiva della falda freatica hanno ridotto il volume d'acqua dolce dei pozzi. L'estensione delle tanne (terre dove il tasso di sale è molto elevato) riduce progressivamente la superficie di terre coltivabili.

## Società

### Evoluzione demografica
Nel territorio vive una popolazione di 10 400 abitanti. Il censimento del 1999 contava una popolazione di 6 700 abitanti.

### Religione
Più dell'80% della popolazione è di religione cristiana, mentre meno del 20% è di confessione musulmana.

### Etnie
La popolazione è composta da etnie sérèr, wolof, pular, diola e mandjack.

## Luoghi d'interesse

### Riserva Naturale Comunitaria di Palmarin
La Riserva ha come obiettivo la creazione di un meccanismo partecipativo di conservazione, restauro e valorizzazione sostenibile della biodivesità, dei paesaggi naturali e culturali.  
Nell'area della Riserva fuoriescono i bracci di mare della regione in pozzi di piccola e media grandezza, utilizzati dalla comunità locale per la racconta del sale. La Riserva è anche habitat della iena maculata.